# Березовка (Аургазинський район)
Бере́зовка (рос. Берёзовка, башк. Березовка) — присілок у складі Аургазинського району Башкортостану, Росія. Входить до складу Семенкинської сільської ради.
Населення — 7 осіб (2010; 54 в 2002).
Національний склад:
- чуваші — 85%